# Solarisatie (fotografie)
De term solarisatie in de fotografie wordt gebruikt om een effect van toonomkering te beschrijven in gevallen van extreme overbelichting van een fotografische film in de camera. Waarschijnlijk werd het effect het eerst waargenomen in landschapsfoto's waarin ook de zon te zien was. In plaats van de zon als de lichtste plek in de opname, was de zon een grijze of zelfs zwarte schijf. Minor White's opname van een winters landschap, The Black Sun 1955, was het gevolg van het bevriezen van de sluiter van zijn camera in open positie, hetgeen een extreme overbelichting veroorzaakte. Ansel Adams creëerde een foto met een gesolariseerde zon door overbelichting, getiteld Black Sun, Owens Valley, California, 1939.

## Definitie
Wanneer een fotografisch gevoelig materiaal, geschikt voor solarisatie (hier hieronder) wordt belicht met aktinische straling (in de meeste gevallen zichtbaar licht, maar kan ook infrarood straling, ultraviolet straling en röntgenstraling) dan zal de daaruit volgende zwarting na ontwikkeling niet voortdurend stijgen, maar een maximum bereiken en dan weer dalen met meer intensieve belichting. In het algemeen wordt dit fenomeen alleen dan solarisatie genoemd indien het in een ononderbroken belichting is veroorzaakt en niet met pauzes of dubbele belichting. De belichting nodig om een solarisatie te verkrijgen kan groter gemaakt worden door belichtingstijd of door de licht intensiteit te verhogen.

## Geschiedenis
Solarisatie was reed bekend bij Louis Daguerre en het effect is een van de vroegst bekende effecten in de fotografie. John William Draper noemde als eerste het overbelichtingseffect solarisatie. J.W.F. Herschel observeerde reeds in 1840 de omkering van negatief tot positief door extreme overbelichting. Ook N.M.P. Lerebours observeerde het fenomeen in 1842 (zonder het als zodanig te herkennen) toen hij een fotografisch beeld maakte van de zon. Het resultaat werd als niet geslaagd beschouwd omdat de zonneschijf (het beeld van de zon op de daguerreotypieplaat) overbelicht en gesolariseerd was. L. Moser rapporteerde in 1843: "... dat het licht in de camera obscura (oude benaming voor camera) eerst het welbekende negatief beeld veroorzaakt; met voortgezette belichting het beeld in een positief beeld omslaat.... en recentelijk heb ik werkelijk soms een derde beeld verkregen dat negatief was. In 1880 had P. Janssen in het sterkste zonlicht een repetitie van het solarisatie fenomeen verkregen.
In de digitale fotografie treedt het solarisatie effect niet op. Ook de technisch moderne films van de laatste 50 jaar zullen moeilijk te solariseren zijn aangezien de moderne productieprocessen het solarisatie effect onderdrukken.

## Verklaring van het effect
In de literatuur werden aanvankelijk over twee theorieën gesproken, namelijk de Regressietheorie en de Coagulatietheorie.

Volgens de Regressietheorie ontwikkelen zich de zilverkiemen na overbelichting terug naar zilverhalogenide en verliezen zo hun vermogen tot ontwikkeling. Dit proces kan zich meerdere malen herhalen, zodat de Zwartingskromme meer dan een maximum kan vertonen. Door een halogeenacceptor kan de solarisatie worden opgeheven, hetgeen de Regressietheorie ondersteunt. In tegenstelling hiertoe staat de Coagulatietheorie die veronderstelt dat de zilverkiemen slechts tot een bepaalde grootte als ontwikkelbare kiemen kunnen fungeren. Door sterke belichting (in het solarisatie gebied) coaguleren zij tot grotere structuren die niet meer als een latent beeld fungeren. 1929 speculeerde H. Frieser over de mogelijkheid van een broom-atoom migratie in de vorm van Elektronendeficiëntie oftewel gatenstroom.
Het fenomeen solarisatie is nog niet volledig verklaard, maar alom wordt aangenomen dat zowel regressie als ook coagulatie ervoor verantwoordelijk zijn. Recente onderzoekingen leiden naar een model dat het verschijnen van een latent beeld in het binnenste van de korrel als reden voor het optreden van het omkering effect op te vatten is.